# Augustin Barié
Augustin Barié (ur. 15 listopada 1883 w Paryżu, zm. 22 sierpnia 1915 w Antony) – francuski kompozytor i organista.